# 立川らく次
立川 らく次（たてかわ らくじ、1976年12月30日 - ）は、日本の落語家。落語立川流所属の真打。本名：間瀬 真一郎。

## 来歴
神奈川県横浜市港南区出身。横浜市立港南台第一中学校、藤嶺学園藤沢高校を卒業後、玉川大学文学部芸術学科へ進学。大学時代には落語研究会に所属していた。
2000年3月、立川志らくに入門する。前座名、らく次。立川志らべとは同日入門である。
2007年7月、立川キウイ、立川談大、泉水亭錦魚、立川平林、立川吉幸、立川談奈、立川らく里、立川志らべと共に二ツ目に昇進。
2016年12月、真打昇進が決まり、2017年12月、真打に昇進した。

## 芸歴
- 2000年3月 - 立川志らくに入門[1]、前座名「らく次」。
- 2007年7月 - 二ツ目昇進[2]。
- 2017年12月 - 真打昇進。

## 人物
宝塚歌劇のファンであり、宝塚歌劇を語る落語会も行う。
関西の宝塚ファンの落語家が集まるなりきり宝塚劇団「花詩歌タカラヅカ」に、関東の落語家として唯一「美南 みなと」の芸名で参加。
大学時代、芸術学科で油絵を専攻していたため、特技はイラストで、美術の教員免許を持っている。

## メディア

### テレビ出演
- 「タカラヅカ・カフェブレーク」（TOKYO MX.テレビ）